# Mauzoleum Izabelli Działyńskiej
Mauzoleum Izabelli Działyńskiej – zabytkowe mauzoleum Izabelli  Działyńskiej we wsi Gołuchów (województwo wielkopolskie).
Izabella Elżbieta Działyńska (1830-1899) była córką księcia Adama Jerzego Czartoryskiego i Anny Zofii z domu Sapieha. W 1857 poślubiła Jana Kantego Działyńskiego (1829–1880).

Mauzoleum położone jest w południowo-wschodniej części parku zamkowym nad grotą.
Wewnątrz mauzoleum znajdują się:
- marmurowa płyta nagrobna Izabeli,
- dwa popiersia: 
  - Izabelli z Czartoryskich Działyńskiej
  - Małgorzaty Izabelli Czartoryskiej (1902–1929), od 1927 żony Gabriela Burbona Sycylijskiego(inne języki) (1897–1975); córki  Adama Ludwika Czartoryskiego (1872–1937),
- witraże przedstawiające herby: 
  - Pogoń Litewska rodziny Czartoryskich (po lewej)
  - Ogończyk Działyńskich (po prawej)[2].

Nad wejściem od frontu herb Pogón w medalionie.

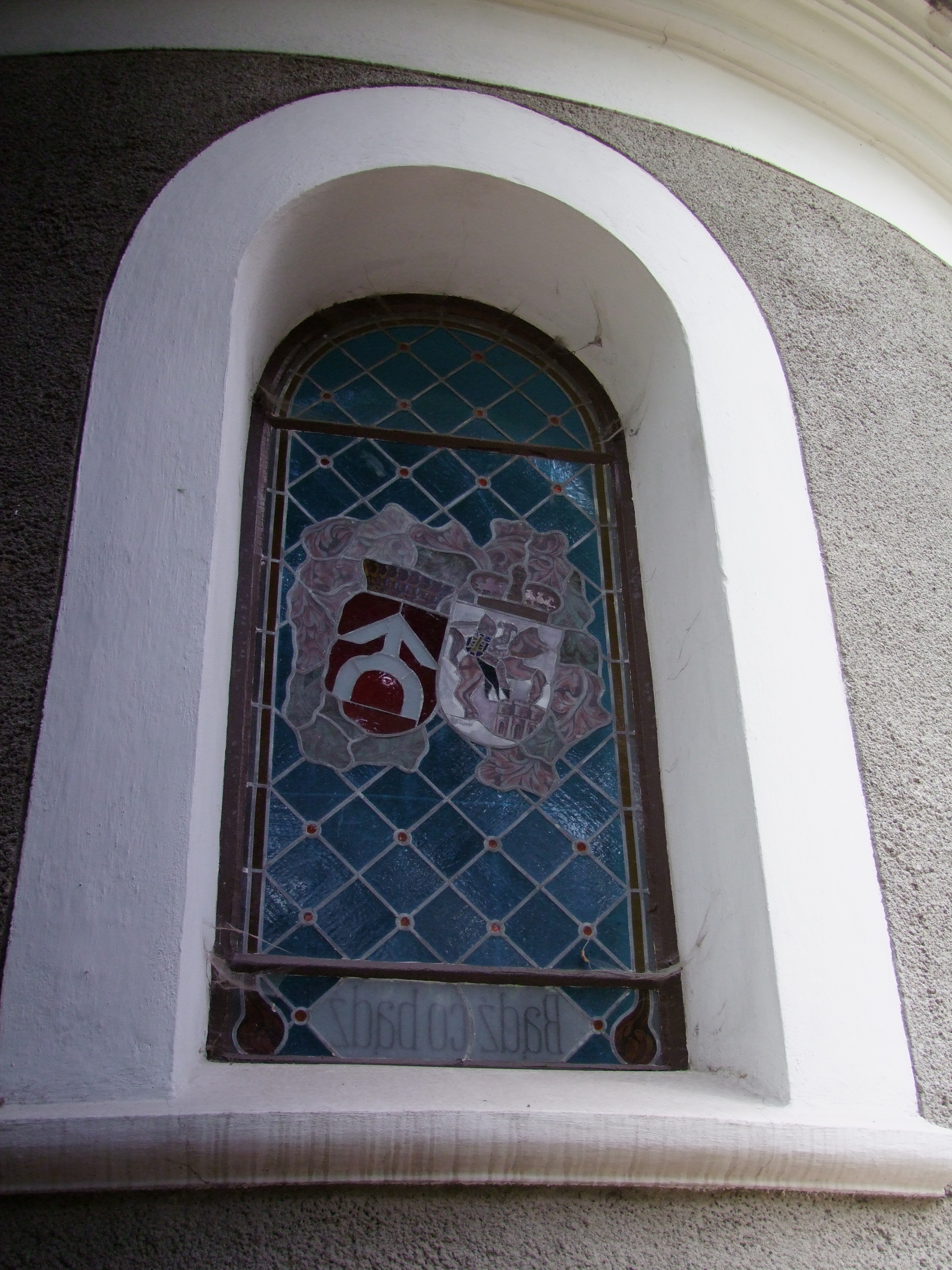
Herby z zewnątrz Ogończyk i Pogoń
Herb na mauzoleum
Herb Ogończyk